# Keserédes emlékek (Vámpírnaplók)
A Memory Lane (még nincs magyar cím, nem jelent meg fordításban) a Vámpírnaplók című amerikai sorozat második évadjának negyedik epizódja.

## Cselekmény
Ez az epizód valószínűleg egy visszatekintés lesz az 1800-as évekbe. Többet megtudhatunk a vérfarkasokról és a Lockwood család történetéről, melynek középpontjában most az 1800-as években élt George Lockwood lesz.[forrás?]

## George Lockwood tevékenysége Mystic Falls-ban
George, amíg élt, ő volt a vérfarkasok hosszú nemzedékének vezetője. Kénytelen szövetséget kötni halhatatlan ellenségével Katherine-nel, hogy megmentse családját és vérvonalát.

## Zenék
- Haydn – Quartet For Strings In C Major, Emperor
- Collide – Rock On
- Ballas Hough Band – Together Faraway
- Howls – Hammock
- Goldfrapp – We Radiate (Ez ment az autóban.)
- Tyrone Wells – Time Of Our Lives
- Sara Bareilles – Breathe Again